# Andrew Hardie
Andrew Rutherford Hardie (né le 8 janvier 1946) est un ancien sénateur du Collège de Justice, un juge des Cours suprêmes de l'Ecosse, et un ancien Lord Advocate, principal du pays Officiers de Justice de la Couronne. Il dirige l'équipe du parquet dans la préparation du procès initial de l'attentat à la bombe de Lockerbie, mais démissionne de son poste de Lord Advocate peu de temps avant le début du procès en 2000.

## Jeunesse
Né à Alloa  Hardie fait ses études au Lycée de St Modan, Stirling et à l'Université d'Édimbourg (MA, LL.B.) . Il est admis comme avocat en 1971 et à la Faculté des avocats en 1973 . Il est avocat adjoint de 1979 à 1983 et est nommé conseiller de la reine en 1985. Il est trésorier de la Faculté des avocats de 1989 jusqu'à ce qu'il soit élu doyen de la Faculté de 1994 à 1997. De 1991 à 1994, il est président à temps partiel du Medical Appeals Tribunal.

## Lord Advocate
À la suite de la victoire électorale de 1997 du Labour, Hardie est nommé Lord Advocate et créé pair à vie, en tant que baron Hardie, de Blackford dans la Ville d'Edimbourg, et nommé au Conseil Privé. En plus d'être le principal procureur du pays, il joue un rôle actif à la Chambre des lords, notamment en tant que porte-parole du gouvernement lors de l'adoption de la loi de 1998 sur l'Écosse. Aux termes de cette loi, le Lord Advocate devient membre du nouvel exécutif écossais, ses fonctions auprès du gouvernement britannique passant au poste nouvellement créé d'avocat général pour l'Écosse. Le premier Parlement écossais est élu en 1999, date à laquelle Hardie devient membre de l'exécutif écossais .
Le mercredi 21 décembre 1988, le vol Pan Am 103 de Londres à New York explose au-dessus de la ville écossaise de Lockerbie, tuant deux cent soixante-dix personnes. En 1991, deux hommes libyens sont inculpés pour l'attentat à la bombe, mais leur procès ne commence qu'en mai 2000. Le procès lui-même se déroule lors d'une séance spéciale de la Haute Cour de justice, siégeant en tant que tribunal écossais aux Pays-Bas, à Camp Zeist, une ancienne base de l'US Air Force à Utrecht, aux Pays-Bas. Hardie prend la relève en tant que Lord Advocate peu de temps avant que les arrangements pour le procès ne soient convenus, et il est prévu qu'il dirige l'équipe de poursuite, mais il démissionne de son poste de Lord Advocate en mars 2000, deux mois avant le début du procès  et est contraint de se défendre contre les accusations d'avoir «abandonné» les familles des victimes. Il est remplacé comme Lord Advocate par le Solliciteur général pour l'Écosse, Colin Boyd.

## Magistrat
Andrew Hardie est nommé juge de la Cour de session et de la Haute Cour de justice en mars 2000 . En 2008, un examen des performances judiciaires le qualifie de « pire juge d'Écosse » . Les chiffres montrent que quatre-vingt-quatre peines prononcées par Hardie ont été annulées en appel, toutes ayant été réduites, tandis que deux condamnations ont été annulées, bien que ces deux condamnations découlent de la seule affaire, dans laquelle il est reconnu que Hardie a mal orienté le jury sur un point de droit.
Hardie est nommé membre de la Chambre de la Cour de session en 2010 et prend sa retraite le 31 décembre 2012.